# Leuciscus bearnensis
Leuciscus bearnensis és una espècie de peix cipriniforme de la família dels ciprínids, registrada en algunes localitats de la conca de l'Ador (d'aquí l'epítet bearnensis, del Bearn). Estudis recents de taxonomia molecular han posat en dubte si Leuciscus bearnensis i Leuciscus oxyrrhis, de la propera conca del Garona, són realment espècies diferents.